# Orčuša
Orçushë en albanais et Orčuša en serbe latin (en serbe cyrillique : Орчуша) est une localité du Kosovo située dans la commune/municipalité de Dragash/Dragaš et dans le district de Prizren/Prizren. Selon le recensement de 2011, elle compte 60 habitants, tous gorans.
Selon le découpage administratif de la Serbie, la localité fait partie de la municipalité de Gora.

## Démographie

### Évolution historique de la population dans la localité
| 1948 | 1953 | 1961 | 1971 | 1981 | 1991 | 2011 |
| ---- | ---- | ---- | ---- | ---- | ---- | ---- |
| 415  | 370  | 396  | 431  | 427  | 221  | 60   |

|  |